# Dongen
Dongen este o comună și o localitate în provincia Brabantul de Nord, Țările de Jos.

## Localități
Dongen (22.270 loc.), 's Gravenmoer (2.220 loc.), Vaart (500 loc.), Klein-Dongen (220 loc.)